# Amadeo de Souza-Cardoso
Amadeo de Souza-Cardoso (Amarante, 14 novembre 1887 – Espinho, 25 ottobre 1918) è stato un pittore portoghese che lavorava nello stile dell'avanguardia del suo tempo.
Benché abbia avuto una breve esistenza, la sua alacrità era leggendaria. La modernità di questo artista, è stato scritto, pur avendo conosciuto Umberto Boccioni ha trovato piuttosto in Amedeo Modigliani un suo punto di riferimento, «un artista la cui modernità nasceva dalla spregiudicata assimilazione della pittura senese del Trecento, e che fu del tutto impermeabile all'avventura futurista». Nei suoi esordi artistici troviamo caricature pubblicate sulla rivista Primeiro de Janeiro. Nonostante la sua breve esistenza negli anni Venti Souza - Cardoso ritenne di aver dato tutto ciò che poteva dare al mondo dell'arte e, per non adagiarsi su quanto prodotto, dall'humour a una propria interpretazione critica e fertile delle correnti artistiche contemporanee quali Cubismo e Futurismo, negli anni Venti cambiò totalmente vita e se ne andò in Angola a fare il veterinario.

## Opere selezionate
- Retrato de Francisco Cardoso
- Menina dos Cravos
- Cozinha da Casa de Manhufe
- Entrada
- Pintura

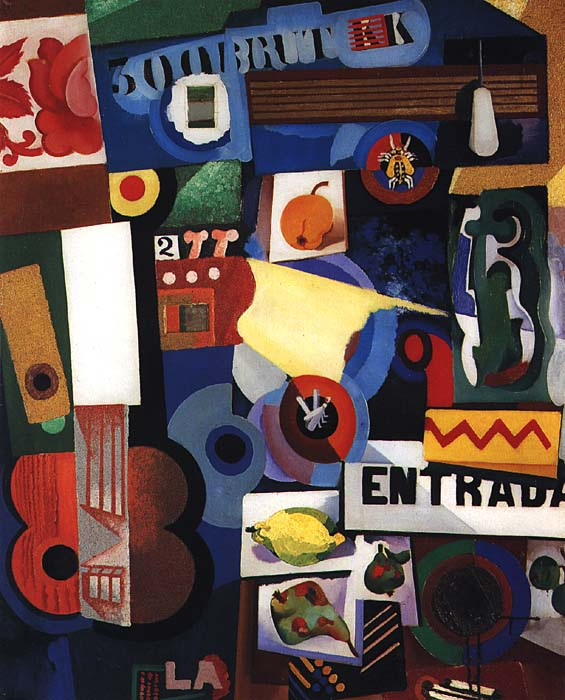
Entrada, 1917.

- Os falcões, album di 20 disegni, pubblicato a Parigi
- O castelo, 1912
- Pintura, Coty, 1917
- Máscara de olho verde, 1916